# Doña Carmen
Die Organisation Doña Carmen e. V. engagiert sich für die politischen und sozialen Rechte von Prostituierten und setzt sich für die „Anerkennung der Prostitution als Beruf“ ein. Der 1998 gegründete eingetragene Verein versteht sich als Prostituierten-Selbsthilfeorganisation und hat seinen Sitz im Bahnhofsviertel in Frankfurt am Main. Er gibt die mehrsprachige Prostituierten-Zeitschrift La Muchacha heraus. Darüber hinaus sind auf der Website des Vereins Infomaterialien zu Themen wie dem Prostituiertenschutzgesetz sowie öffentliche Stellungnahmen zu aktuellen Themen (z. B. der Erlaubnispflicht für Prostitutionsgewerbe) und Pressemitteilungen zu finden.

## Aktivitäten

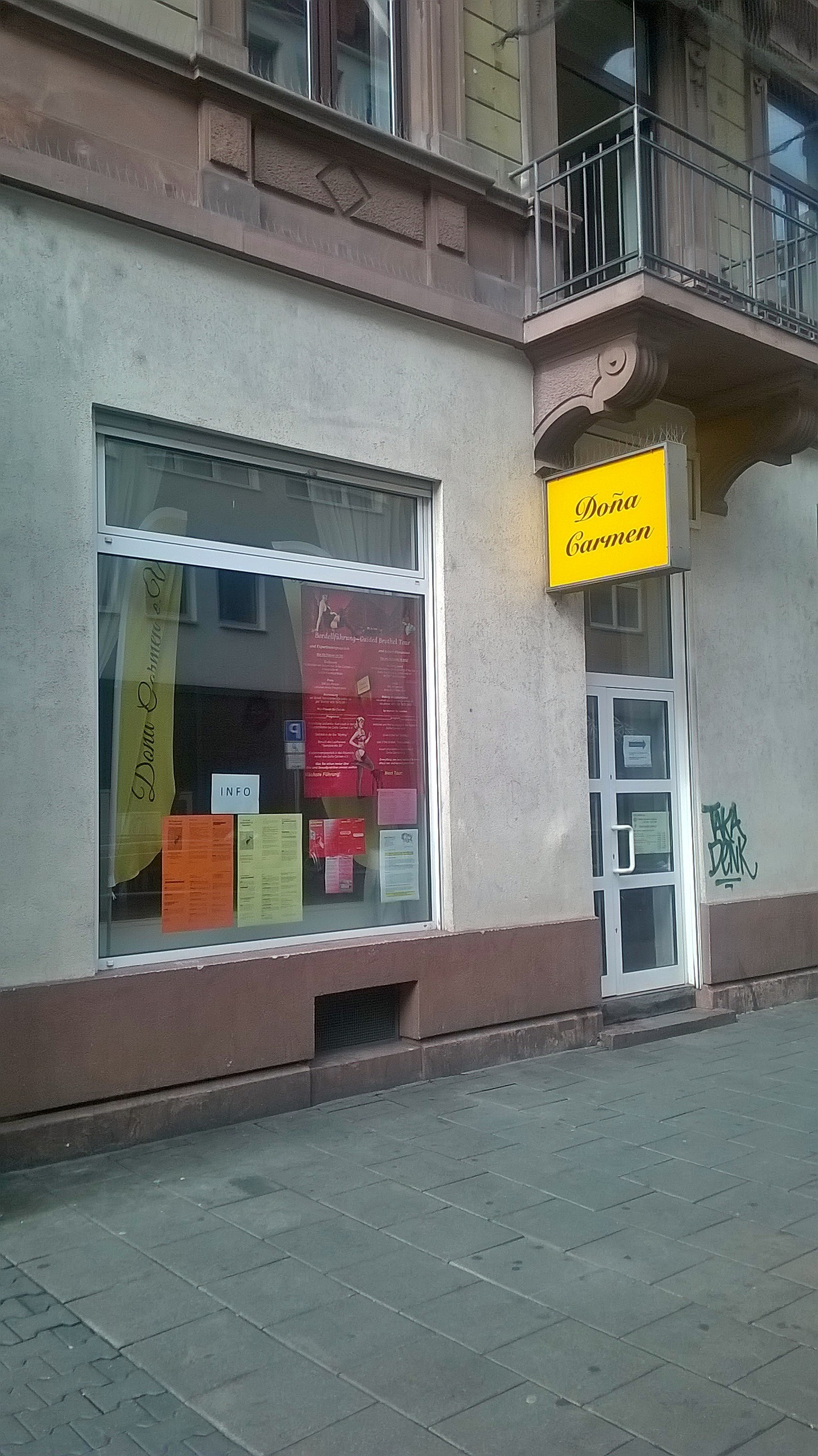
Geschäftsstelle des Vereins

Doña Carmen e. V. lehnt die Diskriminierung von Prostituierten und der Prostitution ab. Sie respektiert die Entscheidung aller Frauen, diesem Gewerbe nachzugehen, sei es in Deutschland oder in anderen Ländern. Der Verein tritt hauptsächlich für die Anliegen von „Prostitutionsmigrantinnen“ ein und unterstützt sie vor Ort mit unter anderem sozialer Beratung. Doña Carmen bietet verschiedene Dienstleistungen an: telefonische Beratung, Dolmetschertätigkeiten, Betreuung von persönlichen Problemen in der Beratungsstelle oder direkt in den Bordellen sowie Aufklärung über die Gesetzeslage, Informationsveranstaltungen mit den Frauen selbst und Streetworker-Aktivitäten, Begleitung von Prostituierten zu Institutionen, Ärzten, Rechtsanwälten und anderen.

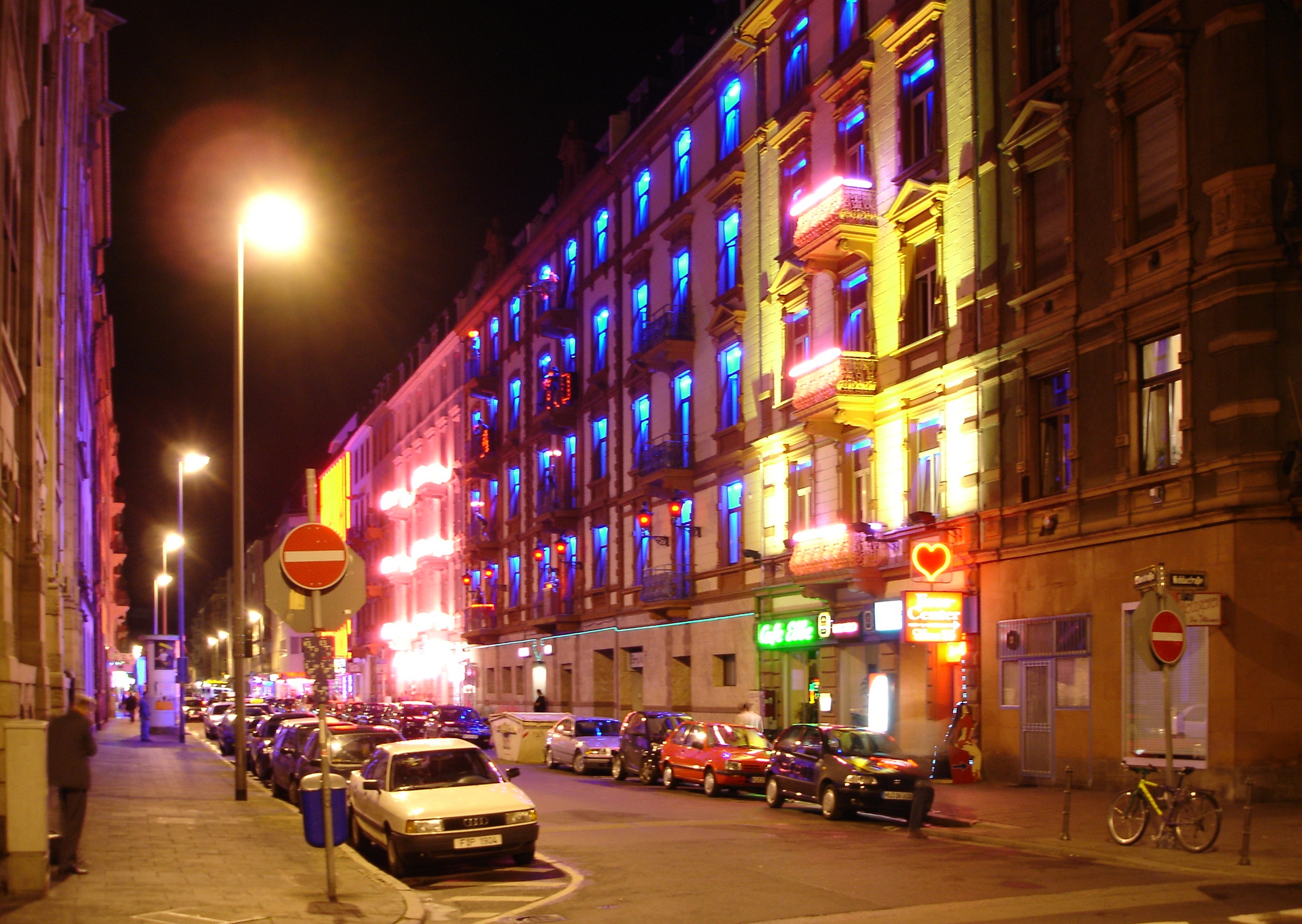
Das Rotlichtviertel von Frankfurt am Main bei Nacht

Da die Organisation mit Billigung der Betreiber Zugang zu allen Bordellen im Frankfurter Rotlichtviertel hat, können Beratungen auch direkt dort stattfinden. Doña Carmen hat mit den Etablissementsbetreibern einen „Qualitätsstandard für Bordelle“ in Frankfurt am Main ausgehandelt, unter anderem für ein vertraglich festgesetztes Beschäftigungsverhältnis, und fordert eine Green Card für ausländische Prostituierte. Da die Organisation eine Kooperation mit der Polizei konsequent ablehnt, erhält sie keine finanzielle Unterstützung der Stadt und ist auf private Spenden und Hilfe von Fördermitgliedern angewiesen.
Doña Carmen will für die Sexarbeiterinnen sprechen, die sich nicht als Opfer fühlen, sondern die selbst über ihr Leben und ihre Arbeit entscheiden wollen. Der Verein tritt dafür ein, Sexarbeit vollständig zu entkriminalisieren und als normales Gewerbe anzuerkennen, mit gleichwertigen Rechten und Pflichten (auch durch rechtliche Regelungen).
Die Mitgründerin des Vereins, Juanita Rosina Hennig, seit 1991 Sozialarbeiterin für Prostituierte in Frankfurt am Main, schätzt, dass in den 21 Bordellen im Frankfurter Bahnhofsviertel circa 1000 Frauen arbeiten, die einen Jahresumsatz von 80 bis 100 Millionen Euro erwirtschaften. „Bestätigt, widerlegt oder korrigiert bekommt man eine solche Zahl nirgends. Das Thema Rotlicht ist eine Grauzone, in die wenig Menschen Einblick haben.“

### ZeitungLa Muchacha
La Muchacha wird von Doña Carmen e. V. herausgegeben und ist, nach eigener Aussage, zurzeit die einzige zweisprachige (deutsch, spanisch) Prostituierten-Zeitung in Deutschland (Stand: 2012). Die Auflage beträgt zwischen 1000 und 2000 Exemplaren, die in Frankfurter Bordellen sowie auch überregional verbreitet werden. Doña Carmen legt Wert auf die Feststellung, dass La Muchacha in erster Linie eine politische Zeitung ist und kein Glamour-Szeneblatt. Die Zeitschrift setzt sich für die Rechte von Prostituierten ein, vor allem für die ausländischen illegal arbeitenden Frauen. Ein Hauptanliegen ist der gesellschaftliche Dialog zwischen Deutschen und Migrantinnen sowie der Bevölkerung. La Muchacha veröffentlicht keine „spektakulären Fälle“ wie „Internationale Zuhälterbanden“ oder „Frauenhandel“.

### Kunstprojekte, Öffentlichkeitsarbeit
Unter dem Titel „Kunst über Prostitution – Die Kunst der Prostitution“ arbeitete der Verein Doña Carmen mit der deutschen Künstlerin Silke Wagner zusammen. Sie stellten ein Wohnmobil bei der Frankfurter Konstablerwache auf, da Wohnmobile oft Arbeitsstellen für Prostituierte sind und die Wohnmobile mit dieser Aktion aus der Verschwiegenheit herausgenommen werden sollten.
Prostitution ist eine der Branchen, die durch Arbeitsverbote mit am härtesten von der COVID-19-Pandemie betroffen war. In Zusammenarbeit mit Silke Wagner wird die schwierige materielle Situation von Frauen verdeutlicht, die in unterschiedlichen Bereichen der Sexarbeit tätig sind und keine (oder unzureichende) staatliche Unterstützung erhalten. Im online abrufbaren Interview geben sieben Frauen Auskunft darüber, wie Corona ihre Arbeitssituation verändert hat und einige von ihnen an den Rand der Legalität zwingt.

### Prostitutionsdebatte: Streit mit Alice Schwarzer
Doña Carmen kritisierte die im Oktober 2013 von Alice Schwarzer angestoßene Kampagne gegen Prostitution heftig. Ihr Appell gegen Prostitution sei „unverkennbar geprägt vom schwerfälligen, oberlehrerhaften, insgesamt galligen Unterton der Verbitterung und Freudlosigkeit einer Generation 70 plus“. Dass in einem Appell, der von Prostitution handelt, Sex mit keiner Silbe Erwähnung findet, sei „eine grandiose Verdrängungsleistung“. Der Aufruf sei „ein Fall für den Papierkorb,“ jeder zweite Satz „eine Lüge“.
Kurz nach Erscheinen von Prostitution – ein deutscher Skandal gab Doña Carmen bekannt, gegen Herausgeberin und Verlag rechtliche Schritte eingeleitet zu haben. In drei Textpassagen des Abschnittes Von Hydra bis Doña Carmen: Die Pro-Prostitutionsfront sieht sich der Verein „Unwahrheiten über die Arbeit von Doña Carmen sowie ehrverletzende Äußerungen über die Sprecherin des Vereins, die einem Rufmord gleichkommen,“ ausgesetzt. Eine der inkriminierten Passagen bewertete das Landgericht Frankfurt indes als „zulässige Meinungsäußerung“. Die zuvor auch von Schwarzers Anwalt eingeräumte Wahrheitswidrigkeit der beiden übrigen Passagen verletze das Persönlichkeitsrecht der Antragsteller zwar nicht unerheblich. Da dies aber nur zweieinhalb Seiten betreffe, liege keine „besonders schwere Persönlichkeitsrechtsverletzung“ vor, weshalb dem Antrag auf Erlass einer einstweiligen Verfügung gegen das Buch nicht stattgegeben wurde. Die ehrverletzenden Angaben dürfen ab der zweiten Auflage nicht mehr gedruckt werden.
Bereits zuvor war in der taz der Beitrag „Die Würde der Sexarbeiterinnen“ erschienen, in der Doña Carmen Schwarzer vorhielt, die zu dem Zeitpunkt stattfindende Pädophilie-Debatte dazu auszunutzen, auch Prostitution erneut zu kriminalisieren. Sie setze das eine mit dem anderen auf eine Stufe und hantiere mit empirisch unhaltbaren Zahlen. Armut im Herkunftsland von vornherein als Beleg für „Zwang“ gegenüber Prostitutionsmigrantinnen anzuführen, sei zudem „verkappter Rassismus“, schließlich hätte man mit derselben Argumentation in den 50er und 60er Jahren auch die Immigration von Gastarbeitern verbieten müssen.

## Rezeption
- Doña Carmen errang einen Teilerfolg in einem Konflikt mit dem ARD-Magazin Panorama. Wegen der prostitutionskritischen Berichterstattung zum Prostitutionsgesetz des ARD-Magazins hatte der Verein Beschwerde eingelegt, worauf der Stellvertretende Intendant des NDR, Arno Beyer, eine erneute Stellungnahme zur Kritik von Doña Carmen forderte.[13][14]
- Die österreichische, feministische Zeitschrift AEP kam in einer Debatte zur Schlussfolgerung, dass die Prostitution entkriminalisiert werden sollte, und wies darauf hin, dass diese Positionen das „Sex-Workers Rights Movement“, die Hurenbewegung und Hilfs- und Selbsthilfeorganisationen wie „Hydra“ oder „Doña Carmen“ in Deutschland oder „Sophie“ sowie „Lefö“ und „Maiz“ in Österreich vertreten. Sie kämpften auf unterschiedliche Weise auf dasselbe Ziel hin, dass Sexarbeit als normales Gewerbe anerkannt wird, mit gleichwertigen Rechten und Pflichten. Sie (die Selbsthilfeorganisationen) kämpfen auf unterschiedliche Weise auf dasselbe Ziel hin, dass Sexarbeit als normales Gewerbe anerkannt wird, mit gleichwertigen Rechten und Pflichten (auch durch rechtliche Regelungen). Sie weisen darauf hin, dass die Diskussionen über Sexarbeit von Menschen dominiert werden, die für andere sprechen – und integrieren selten die Personen – die Sexarbeiterinnen, die sich nicht als Opfer fühlen, sondern die selbst über ihr Leben und ihre Arbeit entscheiden wollen.[15]
- WikiLeaks enthüllt: Deutsche Polizeibeamte informieren US-Regierung über Prostitutionsüberwachung – Doña Carmen fordert Klarstellung von Frankfurts Polizeipräsident Thiel. Ein erst jetzt von Wikileaks im Internet veröffentlichter Kabelbericht der amerikanischen Botschaft in Berlin zeigt: Die amerikanische Regierung lässt sich von deutschen Behörden detailliert über die Praktiken der Prostitutionsüberwachung auf dem Laufenden halten. (…) Doña Carmen fordert die Einstellung solcher Geheimkontakte mit amerikanischen Stellen. In einem Schreiben an den Frankfurter Polizeipräsidenten Dr. Achim Thiel hat Doña Carmen eine Klarstellung zu dem jetzt bekannt gewordenen Vorgang gefordert.[16][17]
- Als nicht akzeptabel hat der Verein Doña Carmen Pläne der Stadt Frankfurt bezeichnet, die finanzielle Unterstützung für einen Nachtbus für die Betreuung von Prostituierten zu kürzen. Eine Einschränkung wäre „ein Schlag gegen die betroffenen Frauen“, erklärte die Prostituierten-Hilfsorganisation. Wer im heißen Sommer den Nachtbus wegkürzt, wird im kalten Winter Krokodilstränen über die ‚armen Frauen‘ am Straßenstrich vergießen und als nächsten Schritt die Abschaffung des Straßenstrichs fordern.[18][19]
- 2002 trat das Prostitutionsgesetz in Kraft. Damit sollten sich Prostituierte versichern können und mehr Rechte erhalten. Doña Carmen forderte einen zweiten Anlauf für die Legalisierung. Der Verein setzt sich für soziale und politische Rechte von Prostituierten ein. Und es stimmt: Das Gewerbe ist anderen Berufen nicht gleichgestellt. Es gibt Sonderregelungen im Straf-, Ordnungs- und Aufenthaltsrecht. Freiberufliche Prostitution ist kein Gewerbe im Sinne der Gewerbeordnung. Es gibt Sperrgebiete.[20][21]
- Die Emma sieht Doña Carmen als Organisation, die Bordellbetreiber- und Zuhälterinteressen unter dem Deckmantel von Prostituierteninteressen vertritt. Sie führen dies unter anderem darauf zurück, dass der Verein sich 2009 mit kostspieligen Zeitungskampagnen für das Image von Flat-Rate-Bordellen einsetzte und eine Kooperation mit der Polizei kategorisch ablehnt.[22] Die Stuttgarter Sozialarbeiterin Sabine Constabel meint über den Verein: „Diese Leute negieren die Erfahrungen der Prostituierten, leugnen deren Realität, bekämpfen jede Hilfe und jeden Schutz, den die Frauen so dringend benötigen.“[23] Doña Carmen verklagte die Zeitschrift wegen Falschdarstellung und Verleumdung und gewann den Prozess. Laut Urteil vom 25. November 2013 befand das Frankfurter Landgericht, dass derartige ehrverletzende Angaben in der zweiten Auflage des Buches „Prostitution – ein deutscher Skandal“ nicht mehr wieder aufgelegt und auf der Emma-Homepage nicht mehr gezeigt werden dürfen.[24][25]